# Fluorid bromitý
Fluorid bromitý je interhalogen s chemickým vzorcem BrF3. Je to nažloutlá kapalina se štiplavým zápachem. Je rozpustný v kyselině sírové, ale bouřlivě reaguje s vodou a organickými sloučeninami. Má silné fluorační účinky a dokáže vystupovat jako ionizující rozpouštědlo. Využívá se při přípravě fluoridu uranového během zpracování jaderného paliva.

## Příprava
Poprvé byl připraven Paulem Lebeau v roce 1906 přímou reakcí bromu s fluorem při 20 °C:
Br2 + 3 F2 → 2 BrF3
Lze jej také získat disproporcionací fluoridu bromného:
3 BrF → BrF3 + Br2

## Struktura
Stejně jako u ClF3 a IF3 je molekula planární a má tvar písmene T. Podle teorie VSEPR má brom dva nevazebné elektronové páry. Vzdálenost bromu a axiálních fluoridů je 1,81 Å a k ekvatoriálnímu fluoridu je 1,72 Å. Úhel mezi axiálními a ekvatoriálním fluoridem je 86,2°.

## Vlastnosti
Fluorid bromitý je fluorační činidlo, slabší než ClF3. V kapalném skupenství je vodivý, díky autoionizaci:
2 BrF3 ⇌ BrF +
2  + BrF -
4 
Mnoho iontových fluoridů se v BrF3 rozpouští za tvorby tetrafluorobromitého aniontu:
KF + BrF3 → KBrF4
Kovalentní fluoridy mohou vystupovat jako akceptory fluoridu:
BrF3 + SbF5 → [BrF +
2 ][SbF -
6 ]